# ده (فیلم ۲۰۰۷)
'ده (به انگلیسی: The Ten) فیلمی محصول سال ۲۰۰۷ و به کارگردانی دیوید وین است. در این فیلم بازیگرانی همچون جسیکا آلبا، وینونا رایدر، پل راد، جاستین ثرو، فامکه یانسن، آدام برودی، گرچن مول، کن مارینو، لیو شرایبر، راب کوردری، کن مارینو، جنین گرافلو، مایکل شوالتر، دیوید وین، توماس لنون، بابی کاناوله، ران سیلور، جو لو ترولیو، رابرت بن گارانت، جیسون سودیکیس، رشیدا جونز و جان هم ایفای نقش کرده‌اند.